# Mixage (série de compilations)
Pour les articles homonymes, voir Mixage audio.
Mixage est une série de compilations, considérées comme une « icône » des années 1980. Elles sont publiées par Baby Records et distribuées par C.G.D. Messaggerie Musicali. Les disques sont des setmixes d'Italo disco, mixés par Massimo Noè et Pino Santapaga aux Baby Studios de Milan. Les pochettes sont conçues par Enzo Mombrini et imprimées par Graphyche Magica 2000 à Milan. Dix compilations sont publiées périodiquement de 1983 à 1987 : chaque année, un album d'été et un album d'hiver sont publiés.
Tous les albums, à l'exception de Mixage Happy New Year, s'appelaient simplement Mixage, sans numérotation progressive ni indication de saison.

## Production
La première compilation sort au cours de l'été 1983 et connait immédiatement un grand succès, occupant la première place du top album italien pendant plusieurs semaines. Au cours de l'hiver de la même année, le deuxième album sort et occupe également la première place du classement pendant plusieurs semaines. En fin de compte, les trois premières compilations réussissent à se maintenir en tête des classements pendant plusieurs semaines,,, tandis que les autres atteignent le top 10.
Le succès des disques n'est pas seulement dû au choix des titres phares, mais aussi au fait que les compilations sont de véritables setmixes (réalisés par les DJ Massimo Noè et Pino Santapaga) de titres Italo disco, très en vogue à l'époque, qui atteignent leur apogée entre 1983 et 1987. En outre, le disque fait l'objet d'une forte publicité par le biais de spots télévisés. Vers la fin de 1987, Mixage Happy New Year sort, après quoi, en raison des nouveaux intérêts (productions télévisées et coproductions internationales) de Baby Records, la compilation n'est plus suivie.
Vers les années 2000, on assiste à un retour à la musique des années 1980 avec la renaissance du genre Italo disco. En 1999, la direction de Baby Records International décide donc de sortir une nouvelle compilation Mixage, distribuée par RTI Music. Le nouveau disque est considéré comme la suite des éditions historiques et réussit à obtenir un certain succès dans les charts. D'autres compilations sont ensuite publiées, distribuées par Sony Music Entertainment Italy S.p.A.. jusqu'en 2001, mais elles ne connaissent pas le même succès.

## Liste de titres
- Mixage '83 Estate
- Mixage '83 Inverno
- Mixage '84 Estate
- Mixage '84 Inverno
- Mixage '85 Estate
- Mixage '85 Inverno
- Mixage '86 Estate
- Mixage '86 Inverno
- Mixage '87 Estate
- Mixage '87 Inverno (Mixage Happy New Year)
- Mixage (1999)
- Mixage (The Power of Mixage)
- Mixage Dance 2000 (The Power of Mixage)
- Mixage Disco Estate Compilation
- Mixage 2001

## Classements
| Titre              | Année | Position (Italie) | Meilleure position | Réf.  |
| ------------------ | ----- | ----------------- | ------------------ | ----- |
| Mixage '83 Estate  | 1983  | 10                | 1                  | [ 1 ] |
| Mixage '83 Inverno | 1984  | 14                | 1                  | [ 2 ] |
| Mixage '84 Estate  | 1984  | 8                 | 1                  | [ 2 ] |
| Mixage '84 Inverno | 1985  | 44                | 6                  | [ 3 ] |
| Mixage '85 Estate  | 1985  | 33                | 6                  | [ 3 ] |
| Mixage '85 Inverno | 1985  | 69                | 9                  | [ 3 ] |
| Mixage '86 Estate  | 1986  | 31                | 2                  | [ 4 ] |
| Mixage '87 Estate  | 1987  | 64                | 13                 | [ 4 ] |
| Mixage '99         | 1999  | 88                | 8                  | [ 5 ] |